# Donator

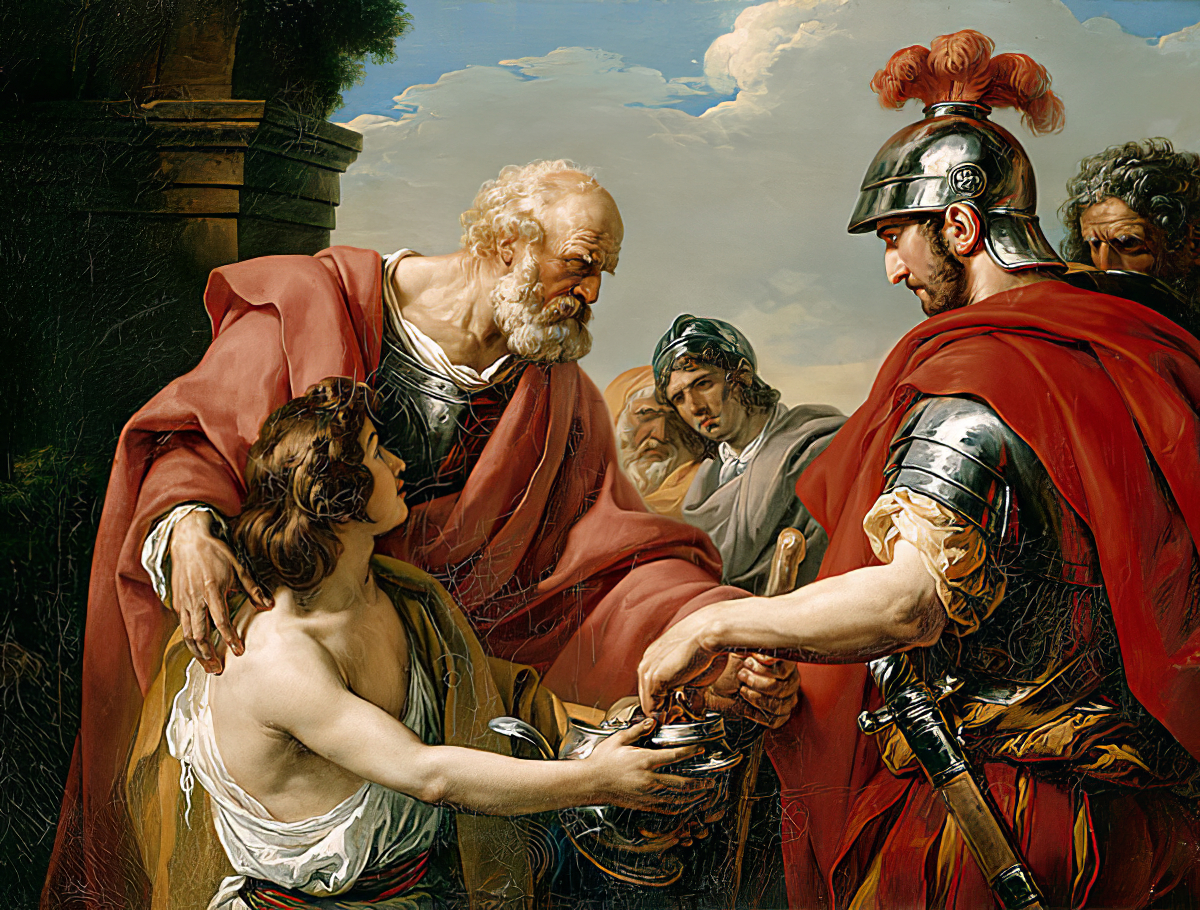
Belizarie, de François-André Vincent (1776)

Un donator este o persoană fizică, juridică sau un guvern care donează ceva în mod voluntar.
De cele mai multe ori termenul poate face referire la o persoană motivată de pur altruism, dar și la una care întocmește o tranzație chiar dacă prețul primit nu este pe măsura bunului. 
În dreptul societăților comerciale și în dreptul civil, donatorul este persoana care oferă un bun sau un element patriominial fără să primească o plată în schimb.